# Cash and carry

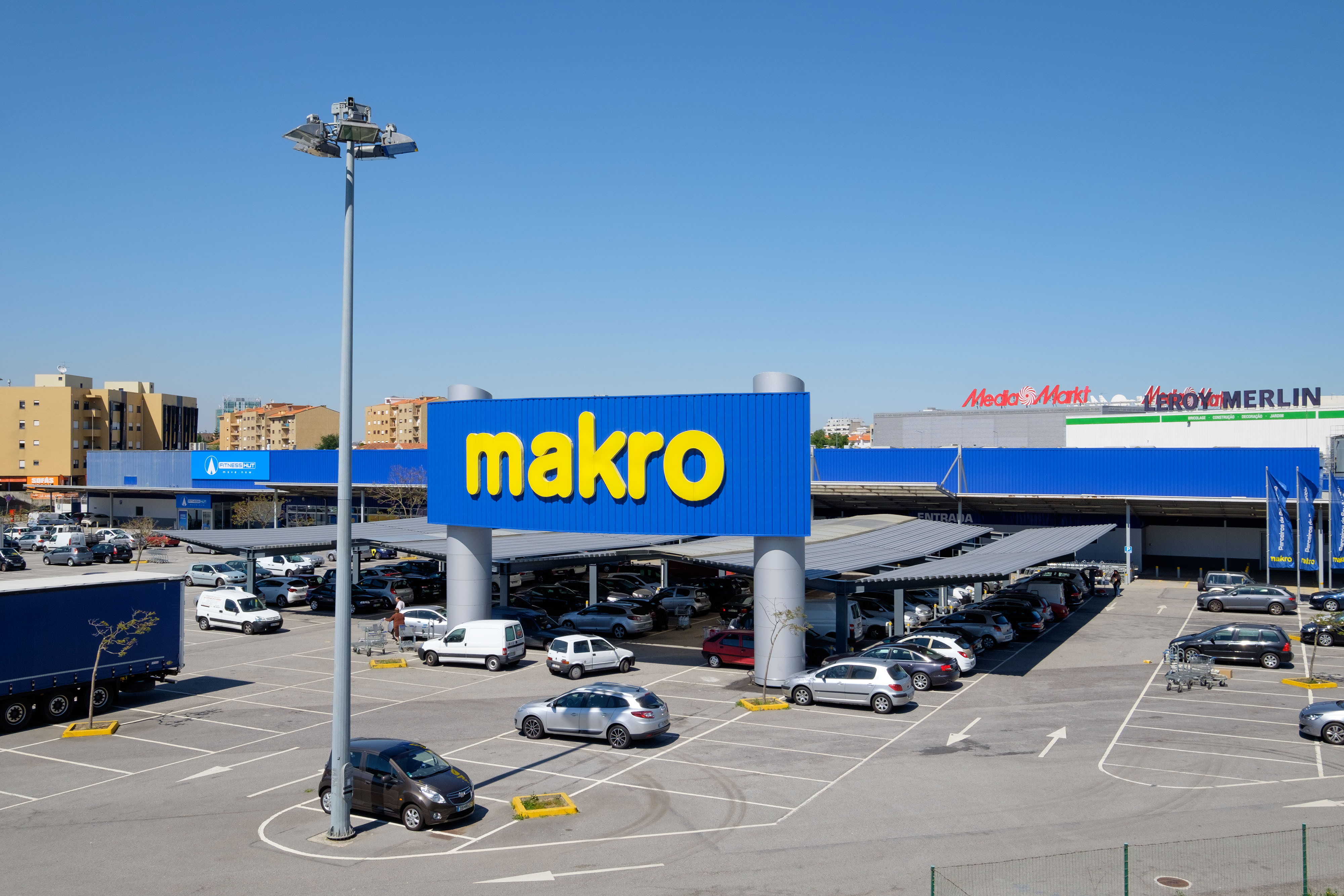
Makro – sieć sklepów typu cash and carry, działająca również w Polsce

Cash and carry – typ wielkopowierzchniowego sklepu-samoobsługowej hurtowni, przeznaczonego dla przedsiębiorców i detalistów. Od zwykłej hurtowni odróżnia się tym, że nie udziela nabywcom kredytów kupieckich (odroczonych płatności), zapłata musi być dokonana w momencie zakupu, a towar od razu odebrany przez nabywcę.

## Cash and carry w niektórych państwach
- W Austrii system cash and carry jest realizowany przez m.in. działające w sektorze spożywczym sieci AGM, C+C Pfeiffer, Eurogast, Metro Cash & Carry i Kröswang[3].
- W 2019 roku w Chińskiej Republice Ludowej było 95 sklepów niemieckiej marki Metro Cash & Carry, położone są m.in. w Pekinie i Szanghaju[4].
- W Polsce działają m.in. sieci cash and carry: Makro, Selgros i Eurocash[5].
- Jedną z sieci cash and carry w Niemczech jest założona w 1964 roku Metro Cash & Carry[4].
- Od 2000 roku w Rosji działa niemiecka sieć Metro Cash & Carry[6].
- W Wielkiej Brytanii system cash and carry był wykorzystywany przez przedsiębiorcę Lawrence’a Batleya(inne języki) (1911–2002)[7].